# Sollstedt (Unstruttal)
Sollstedt ist ein Ortsteil der Gemeinde Unstruttal im Unstrut-Hainich-Kreis in Thüringen.

## Lage
Die Gemarkung von Sollstedt liegt im Mittel 455 Meter über NN. Die Landesstraße 2093 verbindet das Dorf verkehrsmäßig. Das Dorf befindet sich westlich von Menteroda und südlich von Deuna auf Muschelkalkverwitterungsboden der Dünabdachung.

## Geschichte

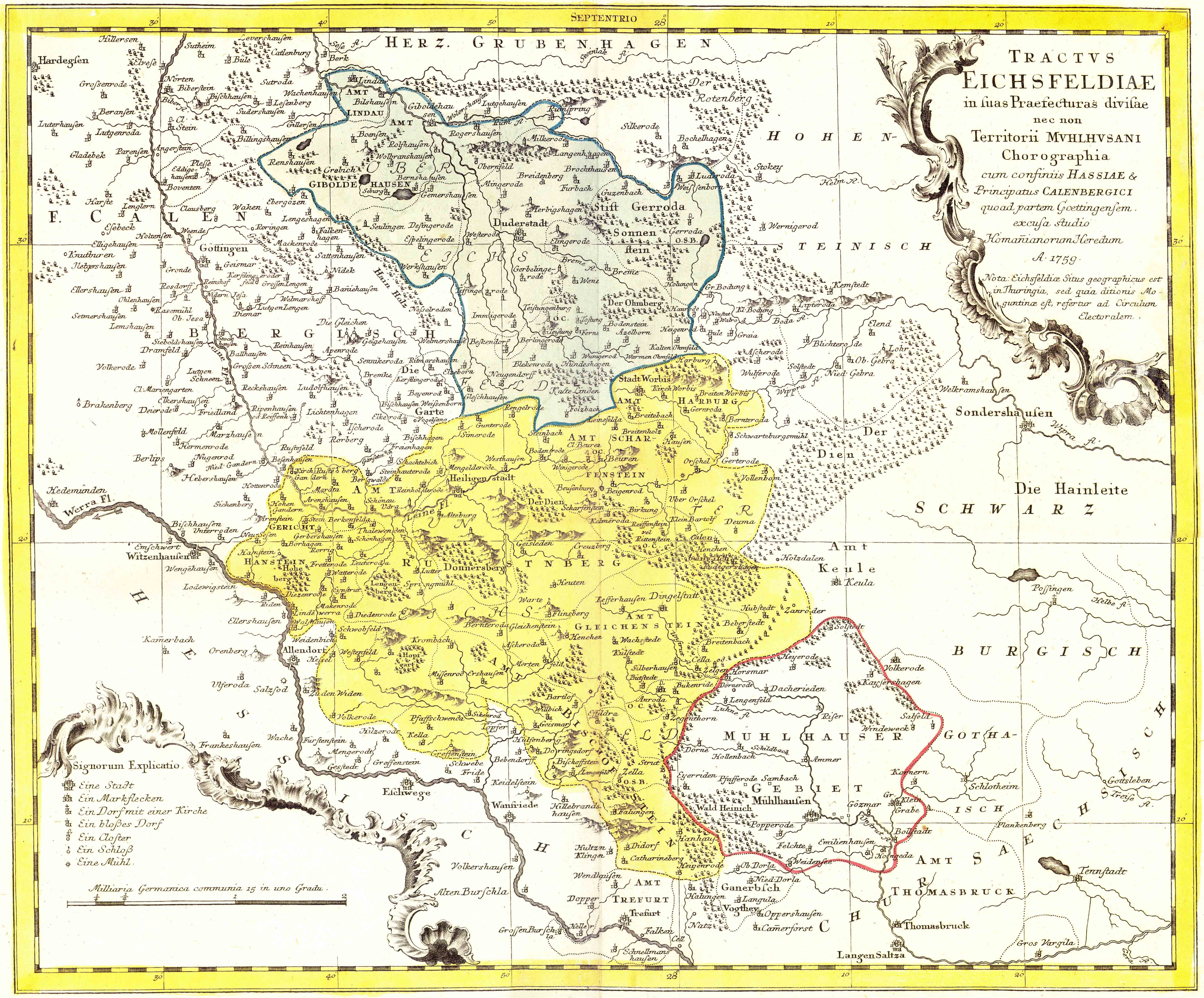
Das Eichsfeld und das Gebiet der Freien und Reichsstadt Mühlhausen mit Solstedt (Sollstedt) um 1759 (Die Karte enthält einige Fehler: siehe Kartenbeschreibung auf Commons)

Im September 1221 wurde Sollstedt erstmals urkundlich erwähnt. Die Gemeinde geht von 1229 aus. Die Bauern des Ortes waren meist unfrei, weil sie Klosterland zu Lehen hatten und mussten Zins oder Lehensgelder zahlen. Ausgangspunkt war das Kloster Volkenroda. Später gab es nur einen Meierhof, der dem Kloster gehörte. Nach der Auflösung des Klosters 1540 zählte das Dorf über Jahrhunderte zum Einflussbereich der Reichsstadt Mühlhausen.
1802 fiel Sollstedt zusammen mit Mühlhausen an das Königreich Preußen, von 1807 bis 1813 an das von Napoleon geschaffene Königreich Westphalen (Kanton Dachrieden) und wurde nach dem Wiener Kongress 1816 dem Landkreis Mühlhausen in der preußischen Provinz Sachsen zugeordnet.
Von 1945 bis 1990 wurde im Ort die Landwirtschaft nach sozialistischer Planung durchgeführt. In letzter Zeit wurde ein Gemeindesaal und eine biologische Kläranlage errichtet. 119 Einwohner lebten per 31. Dezember 2010 im Dorf.

## Rittergut Sollstedt
Am östlichen Ortsrand liegen die Reste eines früheren Ritterguts. Hervorgegangen ist es vermutlich aus einer hochmittelalterlichen Burganlage im Wiesengelände des Gutshofes. Lediglich ein kleiner 1,5 m hoher Hügel von 9 m  Durchmesser deutet den ursprünglichen Standort an. Erste Besitzer waren die Erzbischöfe von Mainz (1229), die Kämmerer von Mühlhausen (1270) und 1296 als Reichsgut das Kloster Volkenroda. Wann die Burg aufgegeben wurde und das Rittergut errichtet wurde, ist nicht genau bekannt.
Mitte des 15. Jahrhunderts erwarben die Herren von Knorr die Burg mit seinen Zubehörungen und Ländereien. Über mehrere Jahrhunderte werden die Herren von Knorr in Lehnsbriefen der Kurfürsten von Sachsen über Sollstedt und den Wald am Steinberg und in Lehnsbriefen der Grafen von Gleichen mit dem Gehölz unter der Hohen Warte genannt. Auf einer historischen Karte aus dem Jahr 1844 wurde der Wald am Steinberg als „Knorrsche Waldung“ bezeichnet. 1847 erlosch das Geschlecht mit dem preußischen Oberstleutnant Christian Sittig Freiherr von Knorr auf Sollstedt und Breitenbich und ging dann auf den Schwiegersohn Levin von Wintzingeroda-Knorr über, respektive im Verbund gemeinsam auch an die v. Knorr`sche Erbin, der Enkelin Sitta von Rosen, geb. von Hanstein-Knorr, Ehefrau des Landrats Jonas von Rosen.

## Sehenswertes
- Dorfkirche St. Marien mit erhaltener Orgel von 1827/28[11]
- ehemaliges Rittergut derer von Knorr
- Mühlhäuser Landgraben mit Sollstedter Warte und historischen Grenzsteinen
- ehemaliger 32 Meter Antennenturm AP/KA+Z Baujahr 1978 Typ Hoyerswerda des Architekten Karl Marusch

## Politik
Am 26. Mai 2024 wurden in Sollstedt vier Mitglieder des Ortsteilrats gewählt, eine Frau und drei Männer. Bürgermeister des Ortsteils ist Tobias Schill.

## Wirtschaft und Infrastruktur

### Wasser und Abwasser
Die Trinkwasserversorgung übernimmt der Wasserleitungsverband "Ost-Obereichsfeld" Helmsdorf. Der Zweckverband Abwasserentsorgung Mühlhausen und Umland ist für die Abwasserbehandlung und -beseitigung für Sollstedt zuständig.